# Die Frau im Hintergrund
Die Frau im Hintergrund (engl. Back Room Girl) ist ein Kriminal- und Spionageroman des britischen Schriftstellers Francis Durbridge aus dem Jahr 1950. Es handelt sich dabei um den sechsten Roman des Autors und den ersten ohne seine Ermittlerfigur Paul Temple. Die deutsche Übersetzung besorgte Georg Pagitz.

## Kurzinhalt
Es geht darin um einen ehemaligen Kriminalreporter der Fleet Street, der sich nach Cornwall zurückgezogen hat, um seine Memoiren zu schreiben. In einer alten Zinnmine macht er die Bekanntschaft einer jungen Wissenschaftlerin, die für die Regierung dort an einer Atomrakete baut. Eine gefährliche Verbrecherorganisation rund um einen skrupellosen Deutschen möchte die Rakete stehlen, um damit die Weltherrschaft zu erringen.

## Handlung
Wir schreiben das Jahr 1947: Torcombe, an der Küste von Cornwall. Der ehemals als Kriminalreporter in der Fleet Street tätige Roy Burton hat sich hierher zurückgezogen, um an seinen Memoiren zu arbeiten. Gemeinsam mit seinem Hund Angus, einem Terrier, lebt er in einer einfachen Hütte an der Küste und genießt die Einsamkeit. Seine Zeit vertreibt er sich durch Schwimmen und lange Spaziergänge. Eines Tages nähert er sich bei einer seiner Wanderungen einer verlassenen Zinnmine. Bevor er diese näher Erforschen kann, wird er jedoch niedergeschlagen.
Wenig später erwacht er im inneren der Mine. Eine gewisse Karen Silvers ist anwesend und erzählt ihm, dass sie dort ein geheimes wissenschaftliches Projekt der Britischen Regierung leite. Es geht dabei um den Bau einer Atomrakete, die so stark ist, dass sie ganze Großstädte vernichten könnte. Die Forscherin Karen erklärt, dass niemand in der Mine, außer ein paar Auserwählten, darüber Bescheid wissen. Jeder wisse nur soviel, als nötig.
Wenig später erscheint Chefinspektor Layland in der Mine, der für die Sicherheit aller dort Arbeitenden verantwortlich ist. Er ist ein Freund aus alten Tagen von Roy Burton und erklärt, dass sich in der Umgebung der Mine eine gefährliche kriminelle Bande aufhält. Diese wird vom skrupellosen deutschen Rüstungsindustriellen Fabian Delouris angeführt, der die Rakete stehlen und damit die Weltherrschaft erzwingen will. Seine Komplizen sind unter anderem brutale ehemalige Gestapo-Männer und andere Kriminelle.
Karen Silvers und ihr Vorgesetzter, Chefinspektor Leyland, bitten Roy Burton um seine Mithilfe bei der Bekämpfung der Organisation. Roy willigt ein. Nach einem Besuch im Örtchen Torcombe und in dem Pub „Top Inn“ wird auf ihn jedoch ein Mordanschlag verübt. Jemand hat anscheinend die Bremskabel seines Motorrads durchgeschnitten. Nur durch Glück rast er damit nicht über eine Felsklippe. Wenig später wird auf ihn ein zweites Attentat verübt. Jemand hat eine Schussfalle in seiner Hütte angebracht. Auch dieses Mal entgeht Roy nur knapp dem Tod, weil er sich glücklicherweise bückte, um seinen bellenden Hund Angus zu tadeln.
Das Verhalten des Wirts im „Top Inn“ beschäftigt Roy. Dieser ist seltsam nervös. Angeblich haben sich seine Frau und seine Tochter nach London begeben, um dort eine ärztliche Behandlung in Anspruch zu nehmen.
Roy besucht den Wirt mit seinem Freund Charlie, dem Besitzer einer Garage, erneut und erhält von ihm auf einem Geldschein eine Botschaft, dass die beiden Frauen entführt wurden und dass er auch unter Beobachtung steht.
Alles deutet darauf hin, dass sich Delouris und seine Leute in einem verlassenen Kloster aufhalten und die Frauen entführt haben.
Layland, Charlie und Roy beschließen, das Kloster zu untersuchen. Sie vermuten richtig, dass es mehrere unterirdische Gänge dorthin gibt, einer davon führt direkt zum Pub „Old Inn“.
Im Schutze der Nacht begeben sich die drei Männer zum Kloster. Dort trennen sie sich. Roy fällt in einen Schacht und gelangt so zufällig ins Innere des Klosters und in die unterirdischen Gänge. Er nimmt Werkzeuge und Gerätschaft war, mit denen die Männer von Delouris anscheinend einen Durchbruch in die Zinnmine planen, um dort die Forscher zu überraschen.
In einem verschlossenen Raum kann Roy die entführte Ehefrau und die entführte Tochter des Wirts finden, er kann sie jedoch nicht befreien. In einem anderen unterirdischen Raum tappt er schließlich in die Falle und trifft auf Fabian Delouris, der Karen Silvers gefangen hat. Er möchte aus ihr die Geheimnisse über die Atomrakete herauspressen und quält und foltert Delouris vor ihr, damit sie den Mund aufmacht. Karen, die eine große Sympathie für Roy empfindet, die auf Gegenseitigkeit beruht, schweigt jedoch.
In diesem Moment können Charlie und Layland die Gruppe retten.
Sie wissen, dass sie nur auf Zeit spielen und planen, in der nächsten Nacht, die Mine zu überfallen. Doch ihr Plan geht schief: Sie sind erneut Gefangene und müssen feststellen, dass Delouris und seine Leute die ganze Mannschaft von Karen als Geiseln hält.
Delouris verkündet den Gefangenen, dass er alle Zugänge zu ihrem unterirdischen Verließ sprengen und gemeinsam mit Karen und der Atomrakete mit einem Unterseeboot nach Südamerika reisen wird, um von dort aus die Weltherrschaft zu erzwingen. Dann verabschiedet er sich und lässt alle unterirdischen Gänge sprengen.
Die Gefangenen suchen verzweifelt nach einem Ausweg. Charlie erinnert sich schließlich an einen unbekannten Gang, der zu einer Schlucht führt. Sie überprüfen den Weg und können tatsächlich dadurch in die so genannte Niemandsbucht vordringen und sich befreien.
In diesem Moment erscheint die Royal Navy, die versucht, Delouris' Flucht zu verhindern. Chefinspektor Layland hatte diese schon zuvor vorsorglich bestellt. Delouris, Karen und vier seiner Männer gelingt erneut die Flucht über Land.
Roy, Charles und zwei weitere Männer versuchen mit letzter Kraft, Delouris aufzuhalten. Vor dem alten Kloster können sie diese schließlich überraschen und unschädlich machen. Delouris überlebt und verspricht vor seiner Abführung, dass er wiederkommen werde. Somit gibt es ein offenes Ende.
Karen und Roy sprechen am Ende darüber, dass sie gemeinsame Flitterwochen verbringen werden. Doch die Unsicherheit, wie es mit der Atomrakete weitergeht, und ob Delouris wiederkehrt, bleibt.

## Hintergrund
Unter Zuhilfenahme einer spannenden Kriminal- und Spionagegeschichte zeigt Francis Durbridge in diesem einzigen Roman, der kein Whodunit ist, die Gefahren atomarer Waffen und die eines Atomkriegs mehrfach auf.
Die Protagonistin Karen Silvers sagt etwa:
»[…] Vielleicht wird Ihnen dann klar, welche Gefahren drohen, wenn die Atomenergie nicht von den nationalen Regierungen kontrolliert wird. […] ein Atomkrieg – wenn es ihn gäbe – [wäre] fünfhundert bis tausend Mal so groß wie der letzte Krieg. Dieser kostete über zehn Millionen Menschenleben. Sie können sich also ausrechnen, wie viele Tote es im nächsten Krieg geben würde. Wir sprechen dann wahrscheinlich von zehn Milliarden Todesopfern. Das sind zweieinhalb bis fünf Mal so viele Menschen, wie es im Moment auf dieser Erde gibt. […] Manchmal überkommt mich der Wunsch, diese Waffe hier, diesen Traum, in Stücke zu schlagen. […] Aber dann denke ich wiederum daran, was diese Waffe in unseren Händen für den Frieden in der Welt bedeuten könnte. Wenn bekannt wird, dass wir sie besitzen – und zum richtigen Zeitpunkt wird es publik gemacht werden –, dann wird es jeden davon abhalten, einen weiteren Krieg zu beginnen.«
Der Bösewicht, ein brutaler und skrupelloser Industrieller, der sich im Zweiten Weltkrieg mit den Nazis arrangierte, hatte auch mit der Massenvernichtung von Menschen zu tun, wie er der Protagonistin gegenüber auch bestätigt: »Ich beschäftige mich mit Massenmord und den Mitteln dazu, wie man ihn ausführt, seit mehr Jahren, als mir lieb ist.«
Beide Figuren sind außergewöhnlich für Francis Durbridge: Einerseits eine junge, attraktive, emanzipierte und studierte Frau, die unerkannt im Hintergrund an wichtigen Dingen forscht (daher der deutsche Titel und die englische Bezeichnung 'Back Room Girl'), andererseits der wohl perfideste und brutalste negative Charakter, den Durbridge je geschaffen hat.
Dazu schreibt Durbridge-Biograph Georg Pagitz im Vorwort:
»Gegenspieler der Guten sind in Die Frau im Hintergrund äußerst brutale Ex-Nationalsozialisten, die eine kriminelle Organisation bilden, die von Fabian Delouris angeführt wird. Delouris ist [...] Deutscher und sucht in seiner Perfidität und Bösartigkeit seinesgleichen. Stets höflich und freundlich wie ein Gentleman auftretend, ist er ein Teufel in Menschengestalt, der um seine Ziele zu erreichen nicht vor den äußersten Mitteln zurückschreckt.«

## Ausgaben
Deutsche Erstausgabe
- Francis Durbridge: Die Frau im Hintergrund, Hurstpierpoint, Williams & Whiting, 2023, ISBN 978-1-915887-13-9

Englische Ausgabe
- Francis Durbridge: Back Room Girl, London, Harper Collins, 2018, ISBN 978-0-00-824203-9 (Neuauflage)
- Francis Durbridge: Back Room Girl, London, John Long, 1950 (Erstausgabe)